# دامپروری

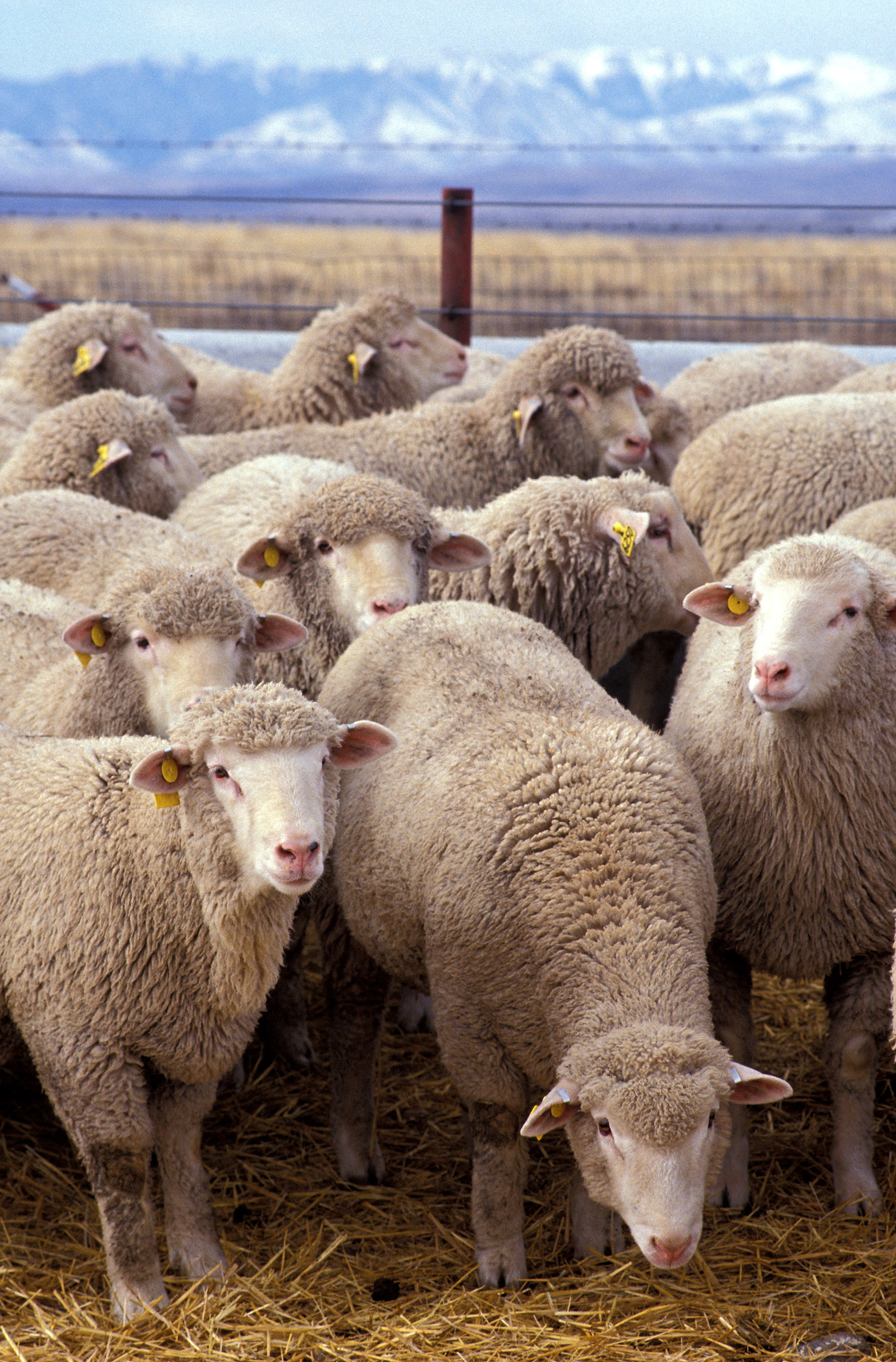
گله گوسفندان در آیداهو، ایالات متحده آمریکا

دامپروری به دانش علمی و فنی پرورش دام و طیور و آبزیان و حشرات با علم نوین پرورش برای دستیابی به حداکثر تولید و سود اقتصادی بالا مانند: گوسفند، بز، گاو، اسب، شتر، مرغ، شترمرغ، بوقلمون، بلدرچین، غاز، ماهی، میگو، زنبور عسل گفته می‌شود.

## جانوران اهلی
جانوران اهلی عبارت اند از جانورانی است که تولید مثل آن‌ها تحت کنترل بشر بوده یا می‌تواند در کنترل بشر باشد. در اهلی کردن جانوران عواملی که در نظر گرفته می‌شد عبارتند از: تعلیم‌پذیری، اندازهٔ حیوان، شاخ، رنگ، کیفیت پوشش جانور، تولید گوشت و شیر.
دست‌آموز و اهلی کردن جانوران به‌طور اتفاقی صورت گرفته‌است؛ بدون این‌که بشر متوجه بشود که چه حادثه‌ای در شرف وقوع است.

## اهلی کردن جانوران
گردآورندگان و شکارچیان، اولین اهلی‌کنندگان جانوران، هیچ پیش‌بینی در مورد نحوهٔ استفادهٔ آتی از جانورانی که اهلی می‌کردند و حالا به‌صورت‌های مختلف مورد استفادهٔ بشر قرار می‌گیرند، نکرده بودند. بشر پس از ساکن شدن در یک محل و کسب تجارت طولانی، به نحوهٔ استفاده از حیوانات برای تولید شیر، پشم، نیروی کار، جنگ و ورزش پی برد و دامپروری هم از این زمان که بشر جهت تهیهٔ غذا و تأمین پوشش برای خود از جانوران اهلی‌شده حمایت و از آن‌ها نگه‌داری کرد، شروع شده‌است.

## دامپروری در زندگی

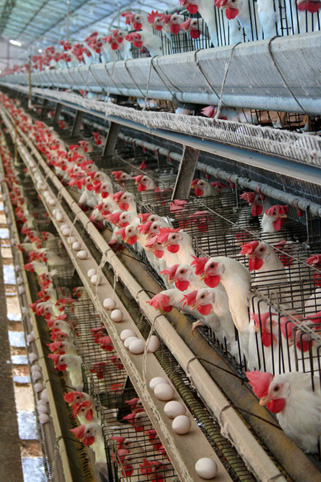
یک مرغداری در برزیل برای تولید تخم مرغ

با پیشرفت تمدن، افزایش جمعیت و اطلاعات و دانش انسانی، بشر به جانوران و تولید آن‌ها وابسته‌تر شده‌است؛ به‌طوری‌که امروزه دامپروری یکی از مهم‌ترین رشته‌های کشاورزی و تولیدات دامی یکی از عمده‌ترین و باارزش‌ترین فراورده‌های کشاورزی است و مردم به فراورده‌های دامی جهت تغذیه و تولید پوشاک بسیار نیازمند هستند. اهلی کردن حیوانات یکی از گام‌های عمده در پیشرفت زندگی از حالت بدوی به تمدن در بسیاری از طایفه‌های بشر اولیه‌است که سبب تبدیل زندگی ایلی و قبیله‌ای به زندگی شهری و شهرنشینی شده‌است. قبل از اهلی کردن جانوران، بشر بدوی جانوران را جهت استفاده از گوشت و پوست آن شکار می‌کرده‌است؛ پس از اهلی کردن سگ، از این جانور جهت نگه‌بانی در شب و شکار استفاده نمود.

## پیشرفت مدنی
آغاز دامپروری نشانگر اولین گام‌های پیشرفت مدنی بسیاری از گروه‌های بشر اولیه‌است؛ گله‌داری شاخص برتری یک طایفه یا گروه نسبت به گروه یا طایفهٔ دیگر بوده‌است. طایفه یا گروهی که دارای گلهٔ زیادی بودند، خیلی پیشرفته‌تر و قدرتمندتر از طایفه یا گروه‌های دیگر به‌حساب می‌آمدند. با پیشرفت تمدن، افراد بشر به حیوانات و تولیدات آن‌ها وابستگی بیشتری احساس می‌کرد و با شروع زندگی شهرنشینی و شناخت بیشتر از حیوانات و نیازهای روزافزونی که به‌وجود می‌آمد، بشر توانست در اثر انتخاب و جفت‌گیری‌های کنترل‌شده، ریخت و شکل ظاهری حیوانات را بهتر بکند و در جهت رفع احتیاجات، تیپ‌های دلخواه خود را به‌وجود آورد.
طبق تحقیقات سازمان ملل متحد در سال ۲۰۰۶، صنعت دامداری یکی از بیشترین نقش‌ها را در زوال زیست‌محیطی در سطح جهانی ایفا می‌کند و فعالیت‌های نوین پرورش حیوانات برای مصارف غذایی آن هم در مقیاس عظیم به آلودگی هوا و آب‌ها، فرسایش زمین‌ها، تغییرات آب و هوایی، و از دست رفتن تنوع زیستی منجر می‌شود. این تحقیقات نشان داد که بخش دامداری یکی از دو یا سه بخشی ست که بیشترین سهم را در ایجاد مشکلات زیست‌محیطی جدی-چه در مقیاس منطقه‌ای و چه در مقیاس جهانی – ایفا می‌کند.